# Gauville-la-Campagne
Gauville-la-Campagne é uma comuna francesa na região administrativa da Normandia, no departamento de Eure. Estende-se por uma área de 6,18 km². Em 2010 a comuna tinha 604 habitantes (densidade: 97,7 hab./km²).